# ザ・ベスト・オブ・ブルートーンズ
『ザ・ベスト・オブ・ブルートーンズ』("The Singles")は、2002年発表のブルートーンズのベスト・アルバム。

## 解説
デビューシングル「アー・ユー・ブルー・オア・アー・ユー・ブラインド」から当時の新曲「アフター・アワーズ」までのシングル曲に加え、新曲も収録した初のベストアルバム。新曲のプロデュースには「サイエンス・アンド・ネイチャー」同様ジョン・コーンフィールドが起用された。またリチャード・ペインがレコーディングに参加したのは、これらの新曲が最後となった。
アルバムは全英14位、先行シングルの「アフター・アワーズ」は26位を記録。初回盤のみカバー曲集とも言うべきボーナス・ディスクが付いていた。ちなみに、国内盤の歌詞カードでは「アフター・アワーズ」の"What kind of poison I'm drinking"という一説を、kindをkingと読み間違えて「どんな毒の王様を僕が飲んでるのか」と誤訳している。

## 収録曲

### CD-1
1. アー・ユー・ブルー・オア・アー・ユー・ブラインド - Are You Blue or Are You Blind?
2. ブルートニック - Bluetonic
3. スライト・リターン - Slight Return
4. カット・サム・ラグ - Cut Some Rug
5. マーブルヘッド・ジョンソン - Marblehead Johnson
6. ソロモン・バイツ・ザ・ウォーム - Solomon Bites the Worm
7. イフ - If...
8. スリージー・ベッド・トラック - Sleazy Bed Track
9. 4デイ・ウィークエンド - 4-Day Weekend
10. キープ・ザ・ホーム・ファイアーズ・バーニング - Keep the Home Fires Burning
11. オートフィリア - Autophilia
12. マッドスライド - Mudslide
13. アフター・アワーズ - After Hours
14. フリーズ・ドライド・ポップ - Freeze Dried Pop (Dumb It Up)
15. パースウェイジョン - Persuasion
16. ザ・ブルートーンズ・ビッグ・スコア - The Bluetones Big Score

### CD-2
1. アフター・アワーズ - After Hours
2. プリティ・バレリーナ - Pretty Ballerina
3. ブルー - Blue
4. ブルー・シャドウズ - Blue Shadows
5. ザッツ・ライフ - That's Life

### CD-2の曲解説
- 「アフター・アワーズ」…CD-1収録と同バージョン。
- 「プリティ・バレリーナ」…レフト・バンクのカバー。シングル「4デイ・ウィークエンド」収録。
- 「ブルー」…ザ・レイン・パレードのカバー。シングル「スリージー・ベッド・トラック」収録。
- 「ブルー・シャドウズ」…映画「サボテン・ブラザース」挿入歌(ランディ・ニューマン作)のカバー曲。シングル「イフ」収録。
- 「ザッツ・ライフ」…フランク・シナトラのカバー。このアルバムが初出の未発表曲。